# HD 72505
HD 72505，又名BD+13 1940，SAO 97913、HR 3376，是一颗恒星，视星等为6.28，位于銀經212.12，銀緯28.59，其B1900.0坐标为赤經8h 28m 12.6s，赤緯+13° 28.59′ 58″。